# ساعي البريد (فلم 1980)
ساعي البريد هو فيلمٌ مغربيٌ أُنتج عام 1980. وإن كانت هناك مصادر توضح أنه أنتج عام 1979.

## قصة الفيلم
علي شاب فقير يعمل ساعياً للبريد. يتحصل على فرصة للعمل لدى عائلة ثرية في الدار البيضاء. تتعرض ابنة مشغله للاختطاف، وتطلب العصابة الخاطفة فدية كبيرة، فيقرر علي أن يساعد العائلة، وأن يتسلل للعصابة لينقذ الطفلة.